# Eriocaulon strictum
Eriocaulon strictum är en gräsväxtart som beskrevs av Milne-redh. Eriocaulon strictum ingår i släktet Eriocaulon och familjen Eriocaulaceae. Inga underarter finns listade i Catalogue of Life.